# Mittag-Leffler-Funktion
Die Mittag-Leffler-Funktion ist eine nach dem Mathematiker Magnus Gösta Mittag-Leffler benannte mathematische Funktion, die in den Lösungen von bestimmten fraktionalen Integralgleichungen auftaucht (z. B. bei der Untersuchung von Zufallsbewegungen oder Lévy-Flügen). Sie ist gegeben durch
{\displaystyle \mathrm {E} _{\alpha }(x)=\sum _{k=0}^{\infty }{\frac {x^{k}}{\Gamma (\alpha k+1)}}},
wobei {\displaystyle \Gamma (x)} die Gammafunktion ist. Die Reihe konvergiert für alle {\displaystyle \alpha } mit positivem Realteil. Im Spezialfall {\displaystyle \alpha =1} ergibt sich die Exponentialfunktion.
Die verallgemeinerte Mittag-Leffler-Funktion beschreibt eine Interpolation zwischen exponentiellem und polynomialen Verhalten und ist gegeben durch
{\displaystyle \mathrm {E} _{\alpha ,\beta }(x)=\sum _{k=0}^{\infty }{\frac {x^{k}}{\Gamma (\alpha k+\beta )}}}.
Spezialfälle dieser Funktion sind
- Gaußsche Fehlerfunktion:

{\displaystyle E_{1/2,1}(z)=\exp(z^{2})\operatorname {erfc} (-z)}
- Hyperbelsinus:

{\displaystyle E_{2,1}(z)=\cosh({\sqrt {z}})}